# Sophus Marius Berthelsen
Sophus Marius Berthelsen, född 1864 och död 1930, var en dansk advokat, godsägare och politiker.
Berthelsen var medlem av ett flertal kommittéer för utredning och handläggning av olika ekonomiska frågor. Berthelsen var en livlig anhängare till den så kallade georgismens idéer, som han förfäktat i sin tidskrift Ret och i ett flertal skrifter.